# Немирова-Ральф, Анастасия Антоновна
Анастасия Антоновна Немирова-Ральф (1849 — 1929, Ленинград) — русская и советская театральная актриса, заслуженная артистка Республики (1923).

## Биография
Анастасия Антоновна Немирова-Ральф (урожд. Немирова) родилась в 1849 году. После замужества взяла фамилию Немирова-Ральф. Сценическую деятельность начала в конце 1860-х годов в Нижнем Новгороде. Её мужем был актёр премьер труппы А. А. Ральф. Он, «имея красивую внешность, был недурен в ролях светских молодых людей», но «глубокого замысла», «претворения в изображаемое лицо» у него не было. Любимыми его ролями были Арбенин («Маскарад» Лермонтова) и Ришельё («Ришельё» Гедеонова).
В 1870 году антрепренёр Петр Михайлович Медведев переманил её в Городской театр Казани, где она успешно выступила в своём дебютном спектакле «Быть или не быть». В 1872 году труппа театра сменилась. Немирова-Ральф вернулась туда на сезон 1872—1873 годов. После этого много выступала в провинциальных театрах Владимира, Нижнего Новгорода, Самары, Харькова, Киева, Одессы, Воронежа, Саратова и других. 
В 1880—1881 годах играла в Москве в Пушкинском театре Анны Бренко («Драматический театр А. А. Бренко в доме Малкиеля»). В 1890—1891 годах — в театре Горевой, а также в пригородных театрах Петербурга (в Павловске и Ораниенбауме). В это время играла в амплуа героинь, т. к. обладала исключительными природными данными (красивая внешность, мелодичный, тёплый по тембру голос), но её игре были свойственны некоторая холодность, склонность к внешне эффектным приёмам.  
В конце 1890-х годов служила в Казани в труппе Товарищества антрепренёра и актёра Михаила Матвеевича Бородая, где так блестяще сыграла Елизавету в «Марии Стюарт», что «Волжский вестник» констатировал следующее: «Лучшей Елизаветы не видела Казань».
В 1900 году была принята на амплуа гран-дам и старух в Александринский театр, где служила до конца жизни.
Умерла в 1929 году.

## Работы в театре
- «Быть или не быть»
- «Гроза» — Катерина
- «Последняя жертва» — Тугина
- «Каширская старина» Аверкиева — Марьица
- «Марии Стюарт» — Елизавета
- «Дама с камелиями» Дюма-сына — Маргарита Готье

### Александринский театр
- 1918 — «Лес» А. Н. Островского — Гурмыжская
- 1918 — «Плоды просвещения» Л. Н. Толстого — Звездинцева
- 1923 — «Уриель Акоста» К. Ф. Гуцкова — Эсфирь[3]

## Награды и премии
- Заслуженная артистка Республики (1923).